# Neustadt bei Coburg
Neustadt bei Coburg är en stad i Landkreis Coburg i Regierungsbezirk Oberfranken i förbundslandet Bayern i Tyskland.